# Moitron-sur-Sarthe
Moitron-sur-Sarthe est une commune française, située dans le département de la Sarthe en région Pays de la Loire, peuplée de 266 habitants.
La commune fait partie de la province historique du Maine.

## Géographie
|                     | Saint-Aubin-de-Locquenay           | Saint-Germain-sur-Sarthe |
| Montreuil-le-Chétif | Moitron-sur-Sarthe                 | Piacé                    |
|                     | Ségrie, Saint-Christophe-du-Jambet |                          |

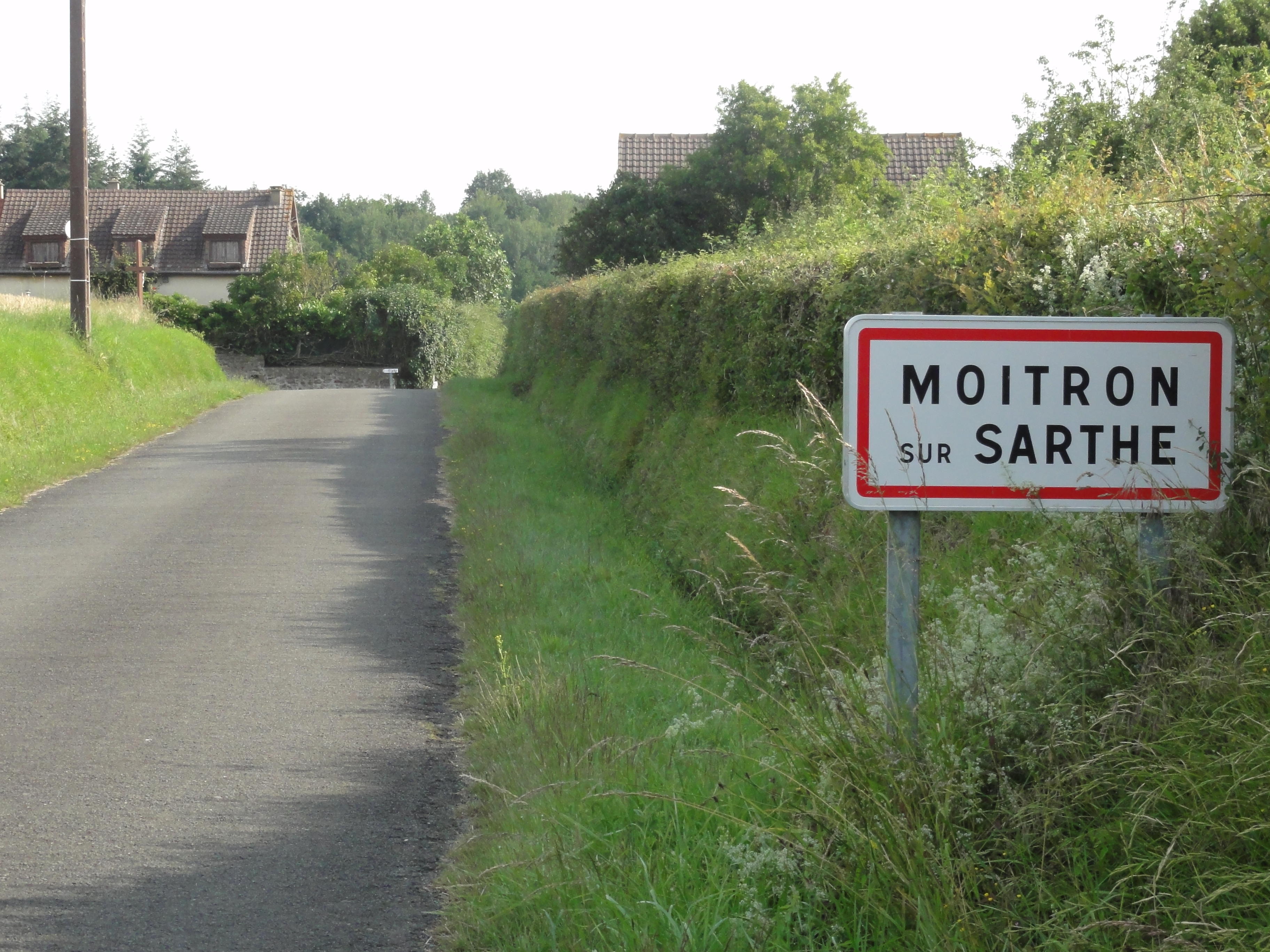
Entrée de Moitron-sur-Sarthe.
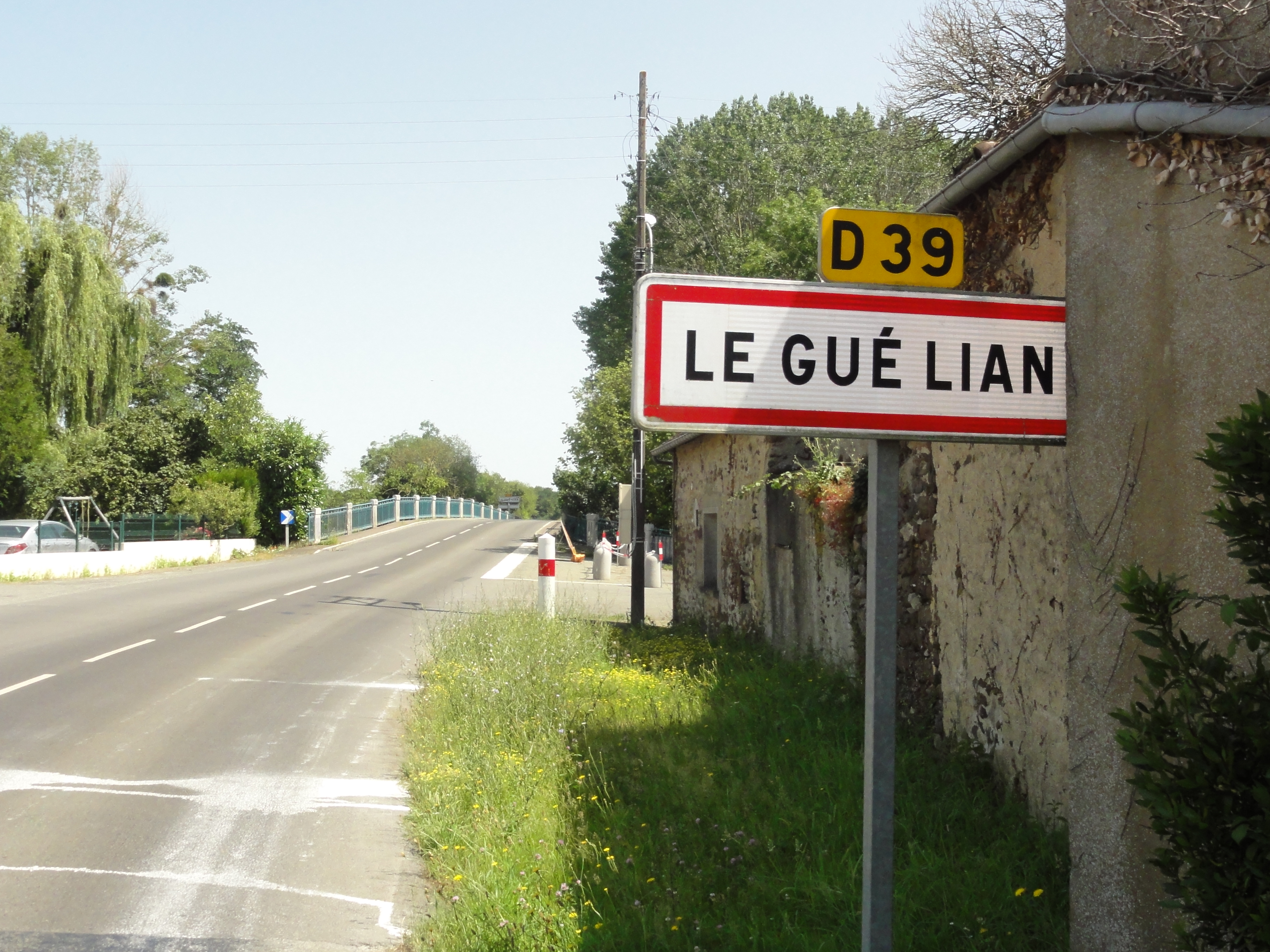
Entrée Le Gué-Lian et pont sur la Sarthe.
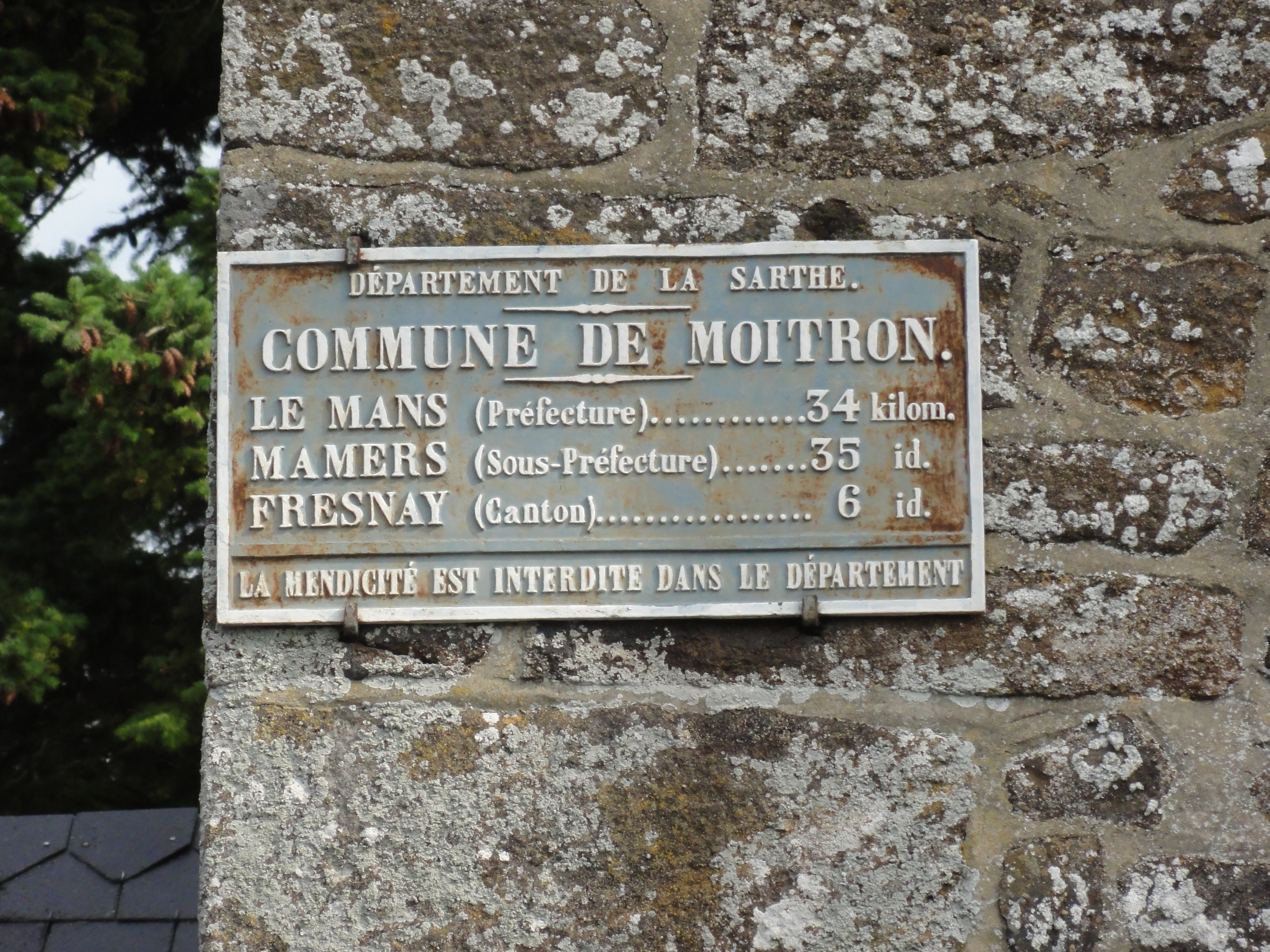
Plaque de cocher.
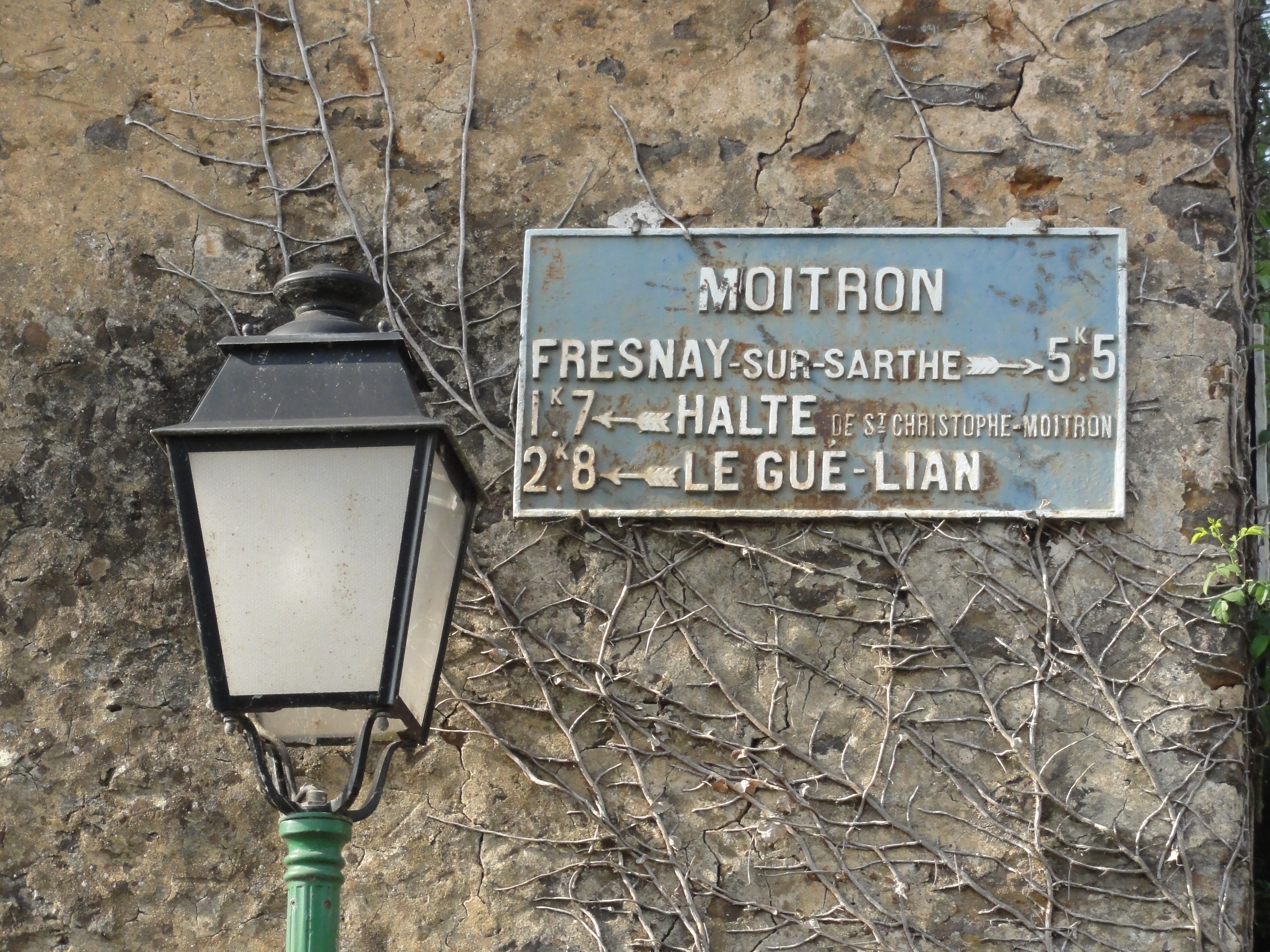
Plaque de cocher.
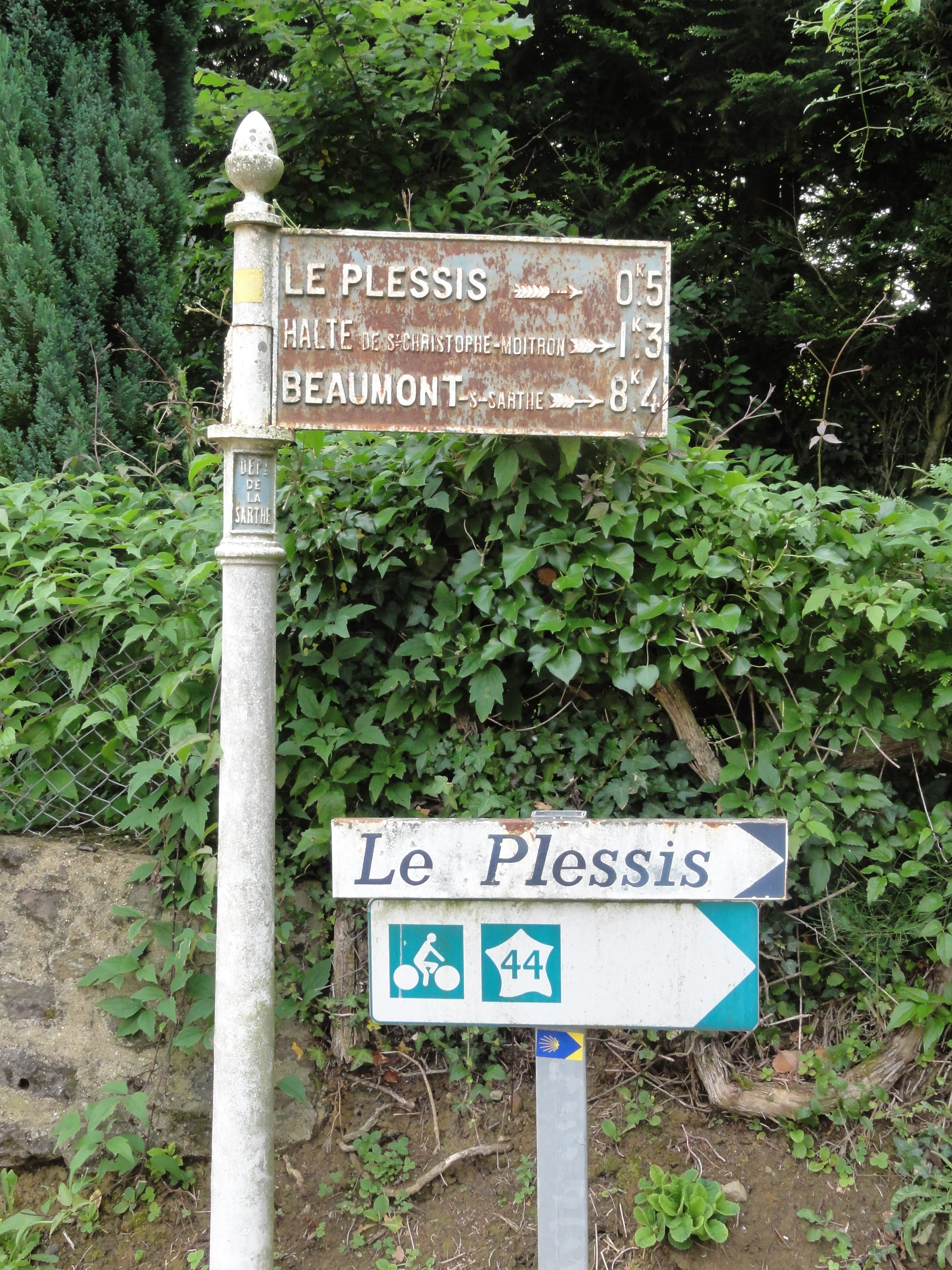
plaque de cocher, Le Plessis.

### Climat
Pour des articles plus généraux, voir Climat des Pays de la Loire et Climat de la Sarthe.
En 2010, le climat de la commune est de type climat océanique dégradé des plaines du Centre et du Nord, selon une étude du CNRS s'appuyant sur une série de données couvrant la période 1971-2000. En 2020, Météo-France publie une typologie des climats de la France métropolitaine dans laquelle la commune est dans une zone de transition entre le climat océanique et le climat océanique altéré et est dans la région climatique  Moyenne vallée de la Loire, caractérisée par une bonne insolation (1 850 h/an) et un été peu pluvieux. 
Pour la période 1971-2000, la température annuelle moyenne est de 10,3 °C, avec une amplitude thermique annuelle de 14 °C. Le cumul annuel moyen de précipitations est de 758 mm, avec 12,3 jours de précipitations en janvier et 7,6 jours en juillet. Pour la période 1991-2020, la température moyenne annuelle observée sur la station météorologique de Météo-France la plus proche, « Saint Germain_sapc », sur la commune de Fresnay-sur-Sarthe à 5 km à vol d'oiseau, est de 11,9 °C et le cumul annuel moyen de précipitations est de 695,6 mm,. Pour l'avenir, les paramètres climatiques de la commune estimés pour 2050 selon différents scénarios d'émission de gaz à effet de serre sont consultables sur un site dédié publié par Météo-France en novembre 2022.

## Urbanisme

### Typologie
Au 1er janvier 2024, Moitron-sur-Sarthe est catégorisée commune rurale à habitat très dispersé, selon la nouvelle grille communale de densité à sept niveaux définie par l'Insee en 2022.
Elle est située hors unité urbaine. Par ailleurs la commune fait partie de l'aire d'attraction du Mans, dont elle est une commune de la couronne,. Cette aire, qui regroupe 144 communes, est catégorisée dans les aires de 200 000 à moins de 700 000 habitants,.

### Occupation des sols
L'occupation des sols de la commune, telle qu'elle ressort de la base de données européenne d’occupation biophysique des sols Corine Land Cover (CLC), est marquée par l'importance des territoires agricoles (93,4 % en 2018), une proportion identique à celle de 1990 (93,4 %). La répartition détaillée en 2018 est la suivante : 
prairies (48 %), terres arables (45,4 %), forêts (6,6 %). L'évolution de l’occupation des sols de la commune et de ses infrastructures peut être observée sur les différentes représentations cartographiques du territoire : la carte de Cassini (XVIIIe siècle), la carte d'état-major (1820-1866) et les cartes ou photos aériennes de l'IGN pour la période actuelle (1950 à aujourd'hui).

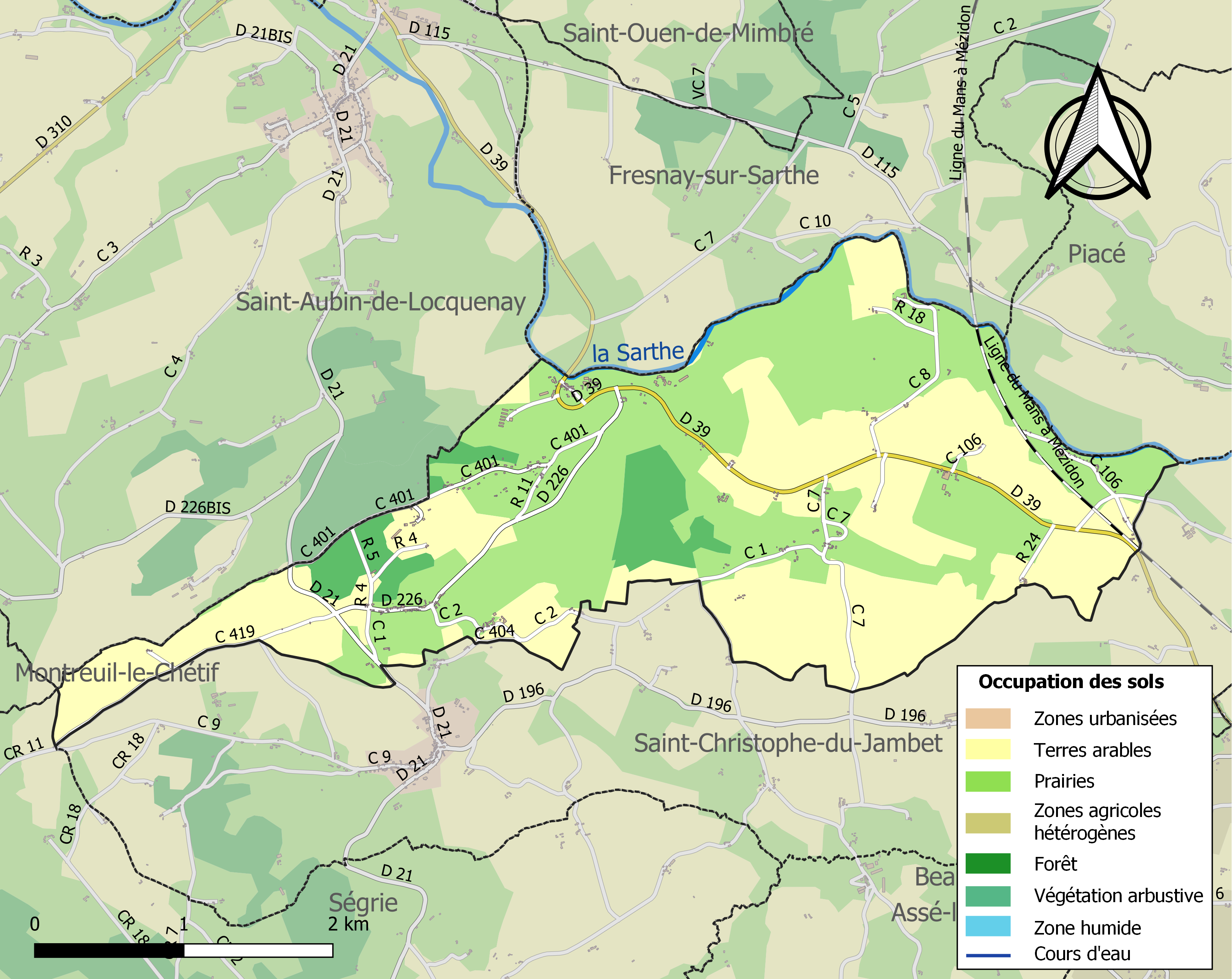
Carte des infrastructures et de l'occupation des sols de la commune en 2018 (CLC).

## Toponymie
Le gentilé est Moitronnais.

## Histoire
Une légende attribue à la reine Berthe la construction de l'église, ce qui n'est pas cohérent, celle-ci datant du XIIe siècle.

## Politique et administration
| Période                                  | Période   | Identité         | Étiquette | Qualité     |
| ---------------------------------------- | --------- | ---------------- | --------- | ----------- |
| ?                                        | mars 2001 | Eugène Richer    |           |             |
| mars 2001                                | En cours  | Guy Chaudemanche | SE        | Agriculteur |
| Les données manquantes sont à compléter. |           |                  |           |             |

## Démographie
L'évolution du nombre d'habitants est connue à travers les recensements de la population effectués dans la commune depuis 1793. Pour les communes de moins de 10 000 habitants, une enquête de recensement portant sur toute la population est réalisée tous les cinq ans, les populations de référence des années intermédiaires étant quant à elles estimées par interpolation ou extrapolation. Pour la commune, le premier recensement exhaustif entrant dans le cadre du nouveau dispositif a été réalisé en 2007.
En 2022, la commune comptait 266 habitants, en évolution de +3,91 % par rapport à 2016 (Sarthe : −0,25 %, France hors Mayotte : +2,11 %).
| 1793 | 1800 | 1806 | 1821 | 1831 | 1836 | 1841 | 1846  | 1851 |
| ---- | ---- | ---- | ---- | ---- | ---- | ---- | ----- | ---- |
| 724  | 702  | 978  | 933  | 987  | 996  | 961  | 1 003 | 765  |

| 1856 | 1861 | 1866 | 1872 | 1876 | 1881 | 1886 | 1891 | 1896 |
| ---- | ---- | ---- | ---- | ---- | ---- | ---- | ---- | ---- |
| 785  | 810  | 747  | 698  | 703  | 604  | 570  | 548  | 489  |

| 1901 | 1906 | 1911 | 1921 | 1926 | 1931 | 1936 | 1946 | 1954 |
| ---- | ---- | ---- | ---- | ---- | ---- | ---- | ---- | ---- |
| 485  | 515  | 482  | 382  | 391  | 392  | 376  | 345  | 331  |

| 1962 | 1968 | 1975 | 1982 | 1990 | 1999 | 2006 | 2007 | 2012 |
| ---- | ---- | ---- | ---- | ---- | ---- | ---- | ---- | ---- |
| 302  | 277  | 249  | 191  | 177  | 158  | 207  | 214  | 236  |

| 2017 | 2022 | - | - | - | - | - | - | - |
| ---- | ---- | - | - | - | - | - | - | - |
| 262  | 266  | - | - | - | - | - | - | - |

## Économie
L'élevage des percherons et la culture sont les principales activités de la commune.

## Lieux et monuments
- Église Notre-Dame-de-l'Assomption du XIIe siècle avec une tour en bâtière. Au XVIIe siècle, l'église appartient à la famille Barat, seigneurs de Moitron. Le chœur et les chapelles latérales sont décorés de sculptures d'anges et de saints, restaurées au début du XXIe siècle.

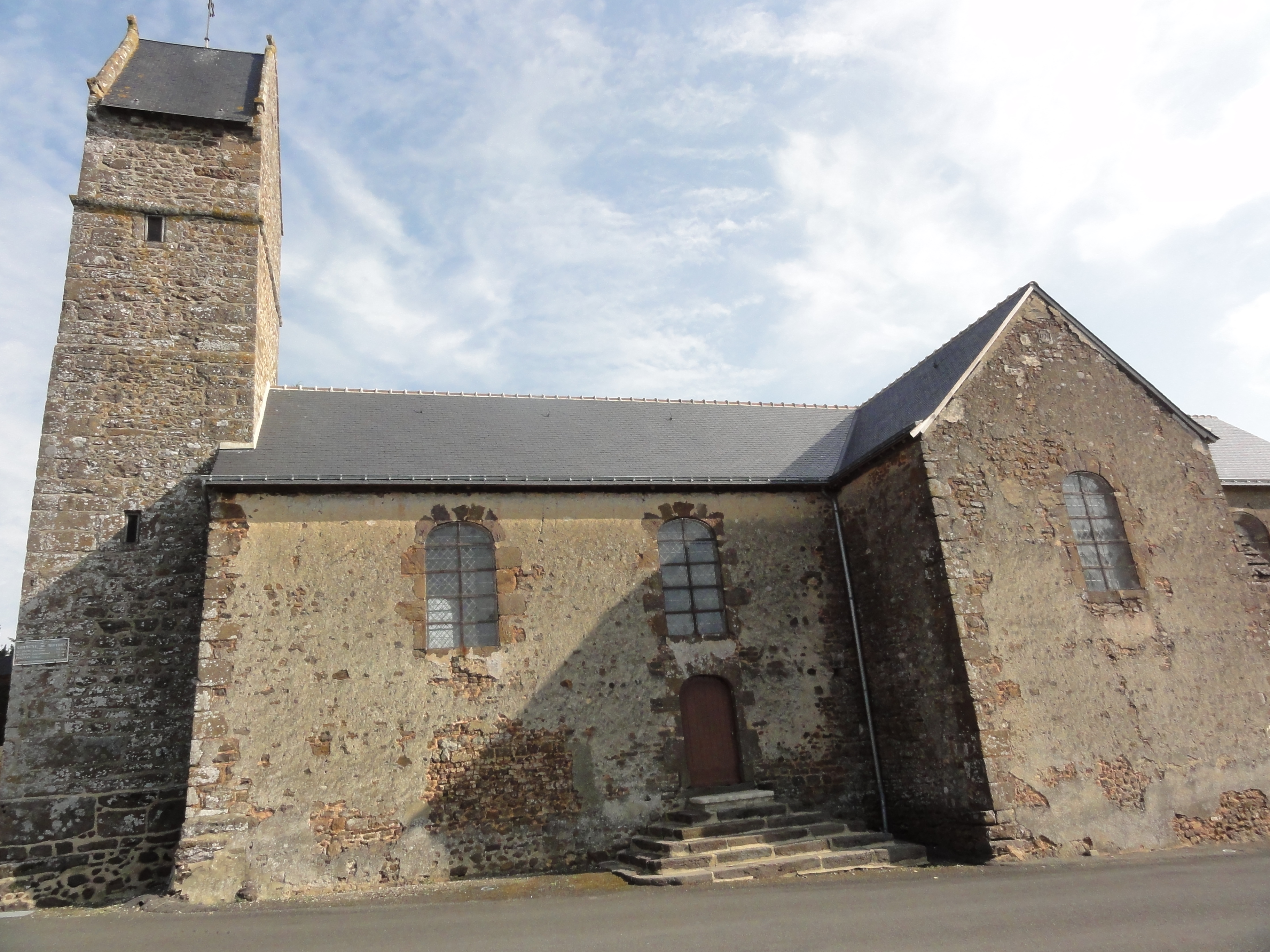
Église Notre-Dame-de-l'Assomption
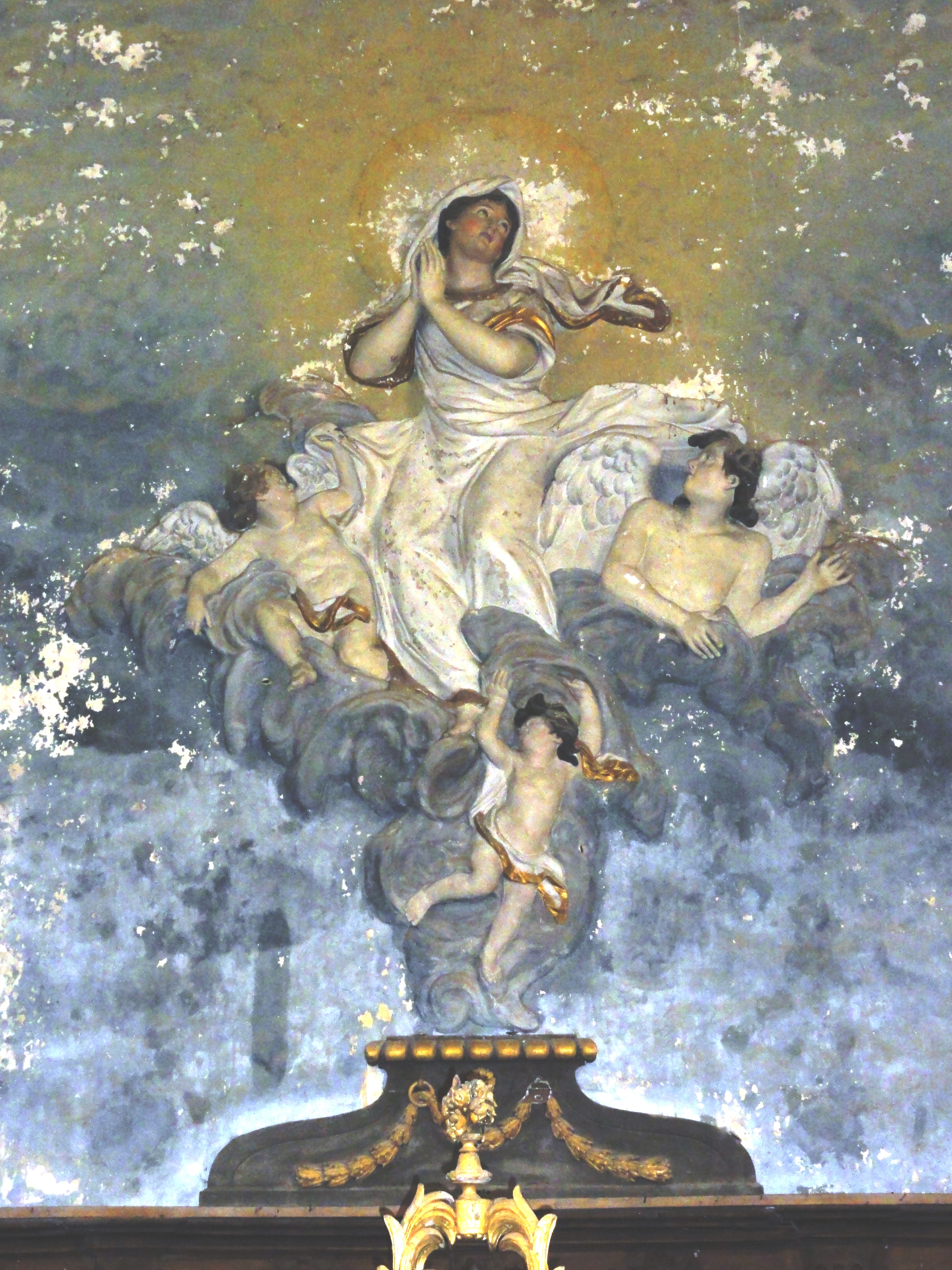
L'assomption, relief polychrome dans le chœur de l'église.
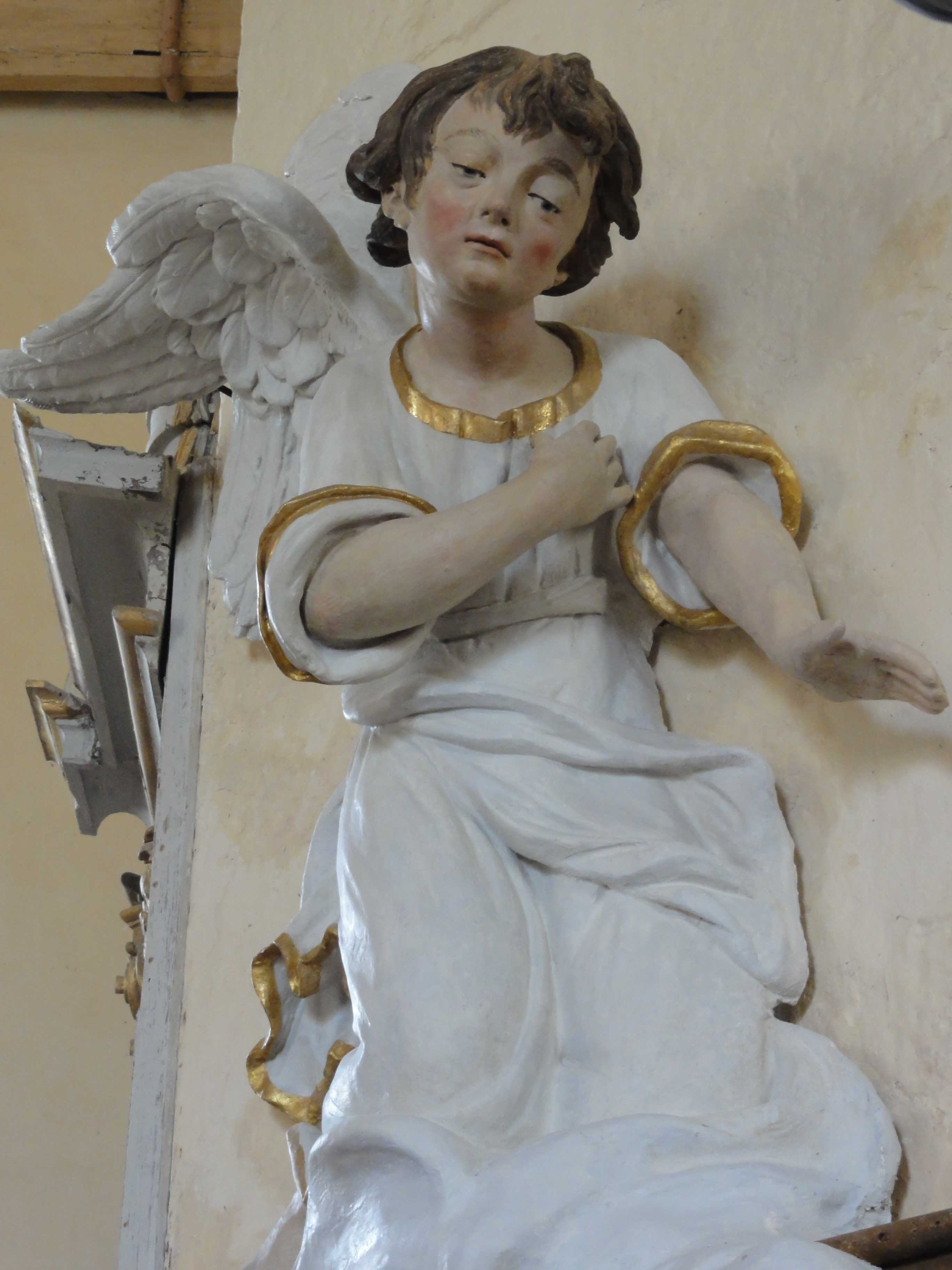
Ange (gauche).
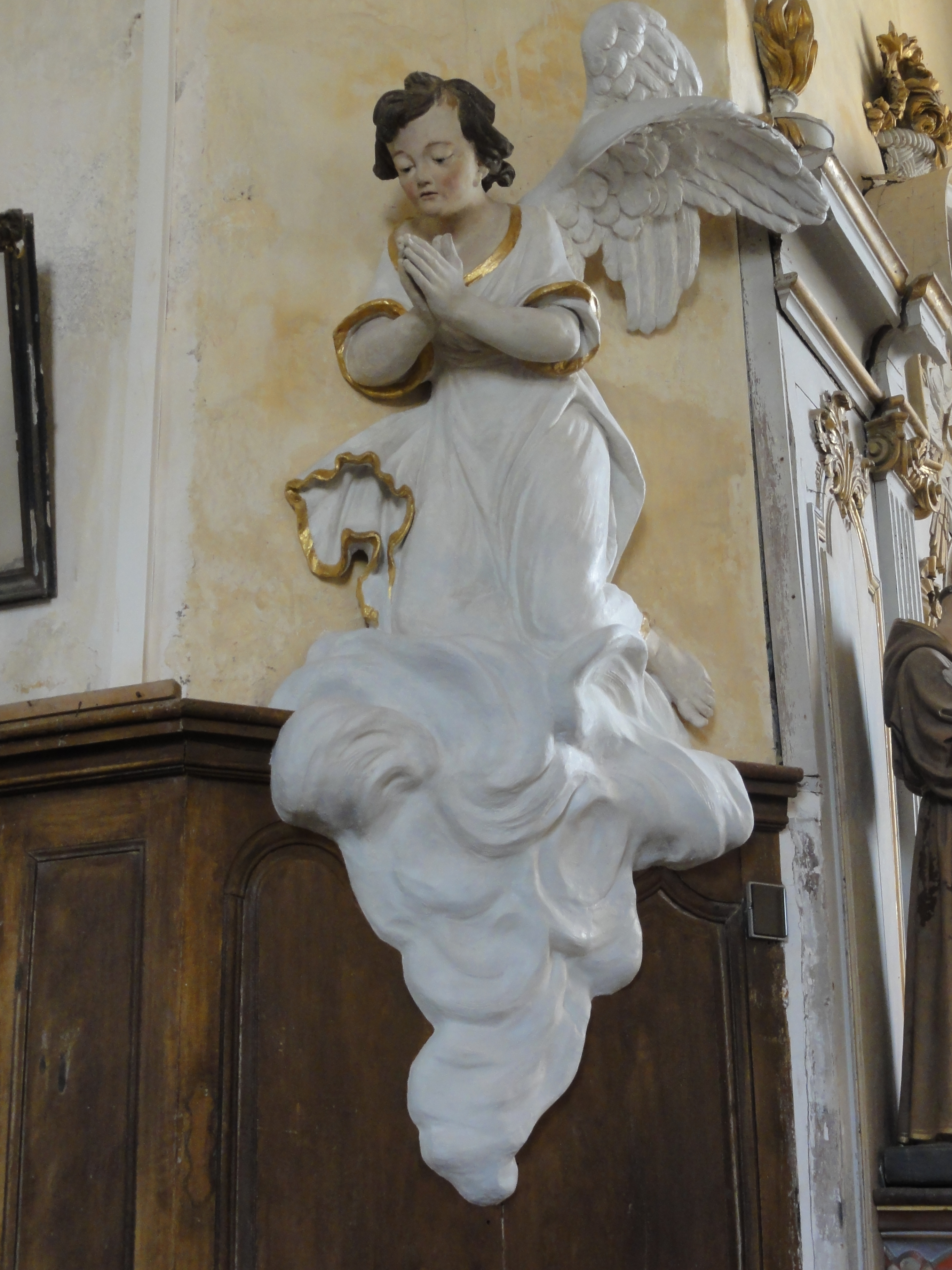
Ange (droit).
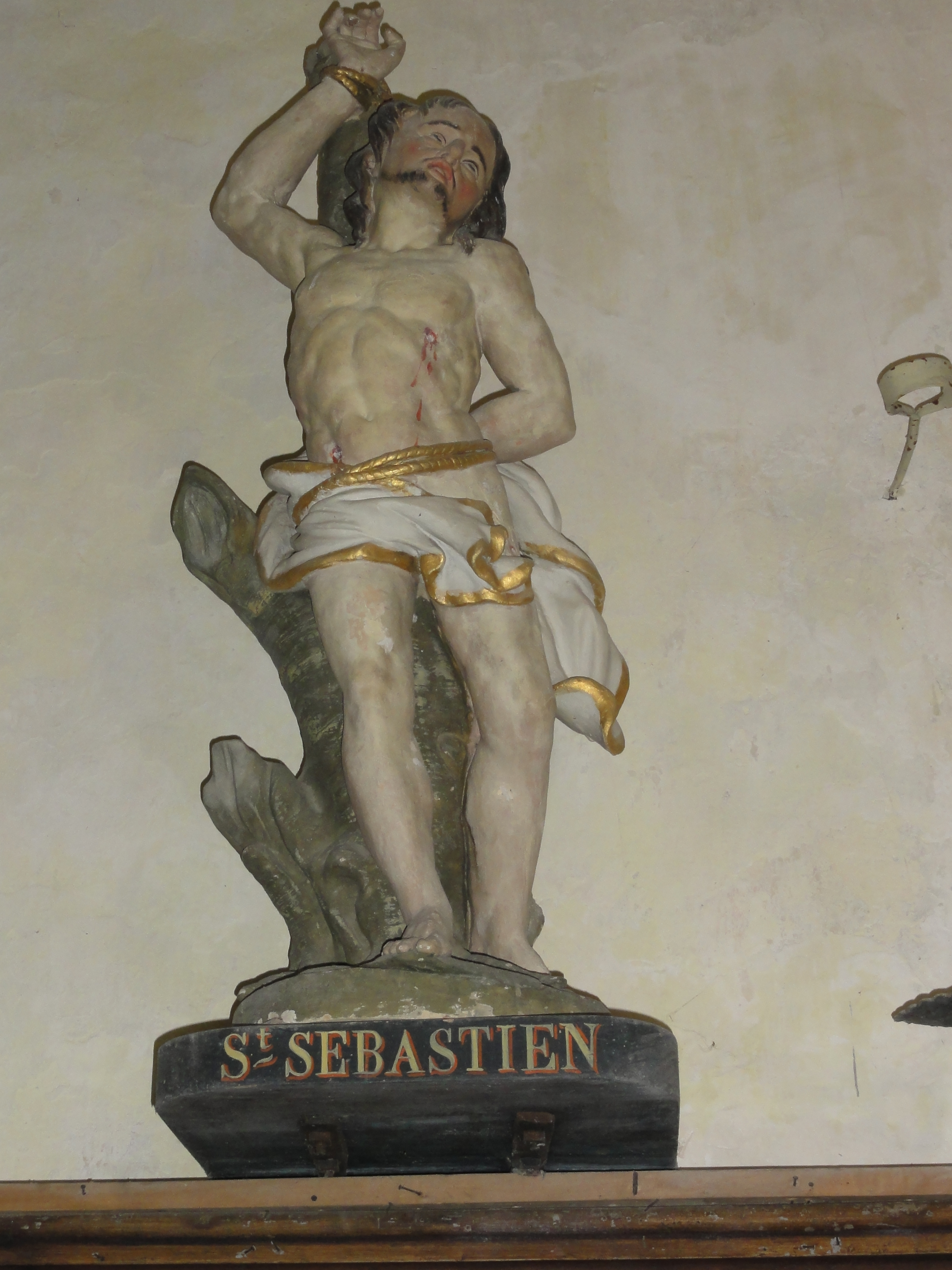
Statue de saint Sébastien.
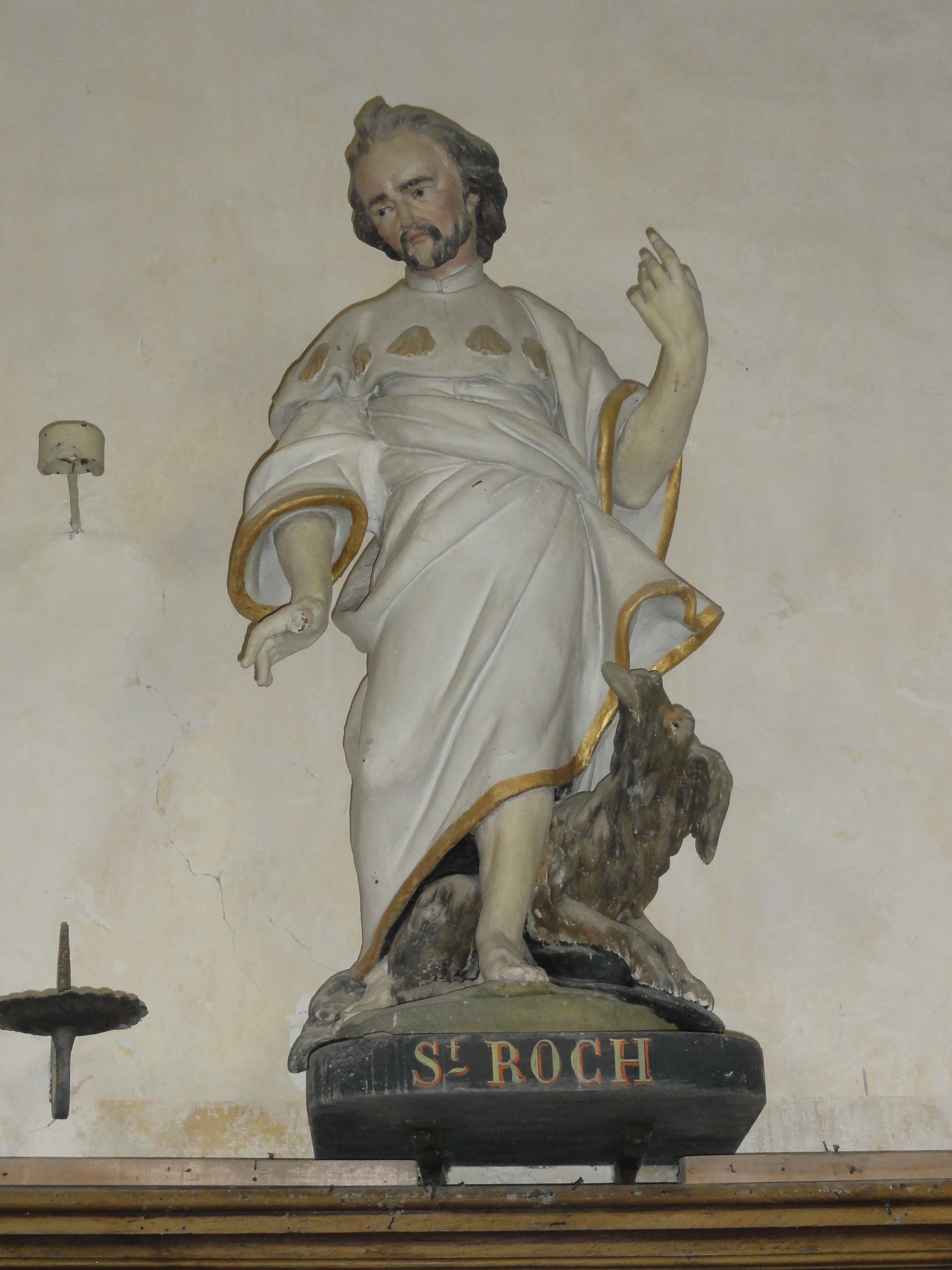
Statue de saint Roch.

- Commanderie templière au Gué-Lian, du XIIIe au XVIIe siècle, avec un Dit des trois morts et des trois vifs en peinture murale, inscrite au titre des monuments historiques en 2005[18].
- Manoir de Combres, des XVe et XVIe siècles, inscrit au titre des monuments historiques en 1999[19].
- Monument aux morts.
- Calvaire.

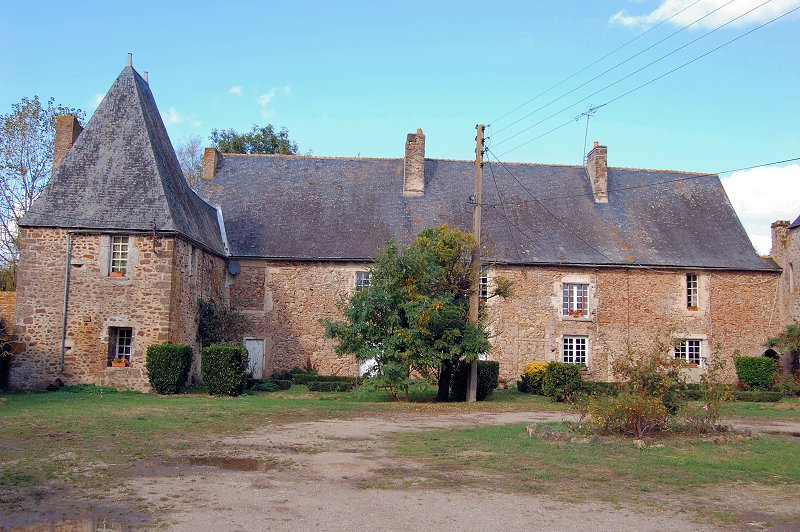
La commanderie du Gué-Lian.
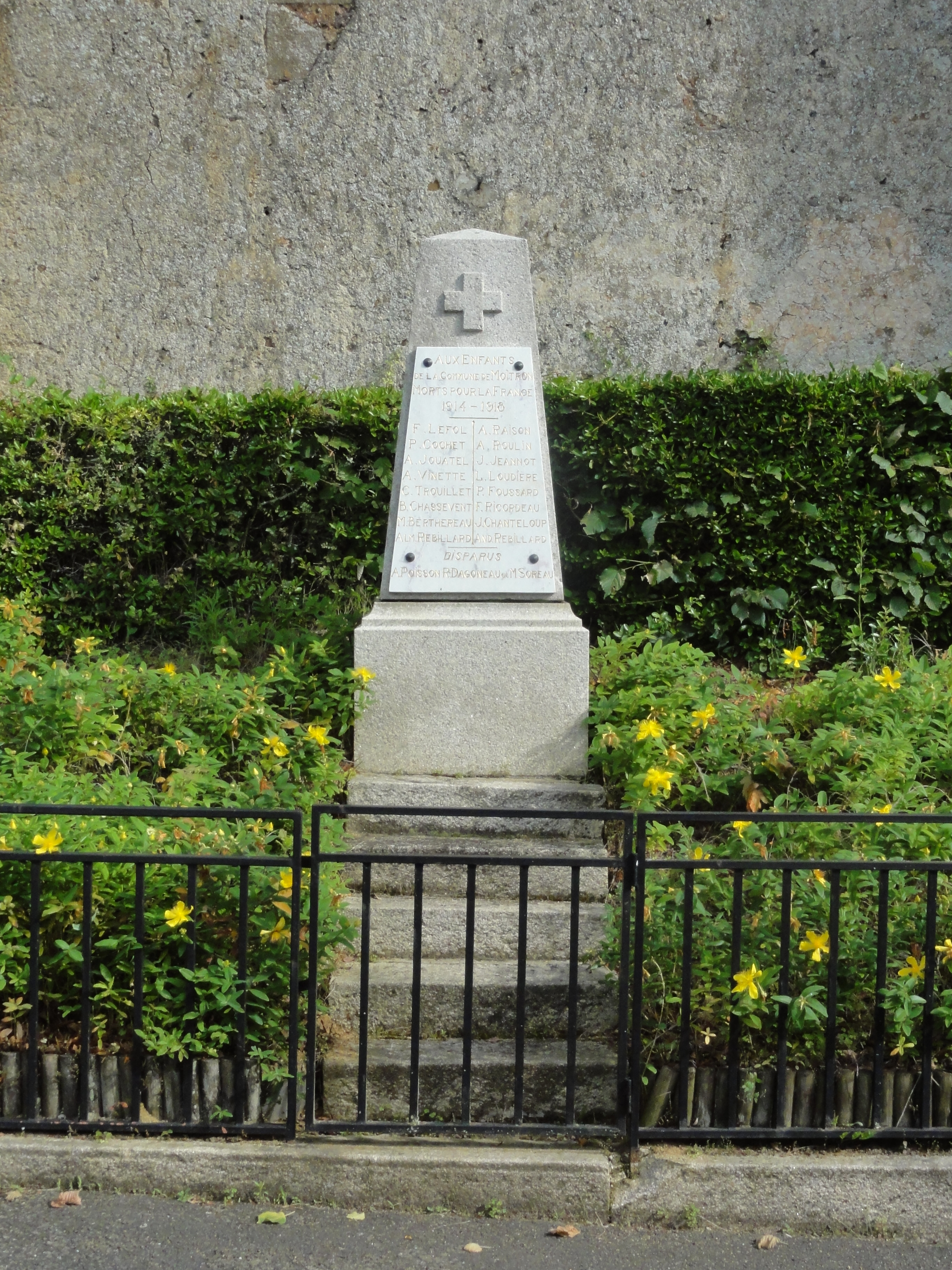
Monument aux morts.
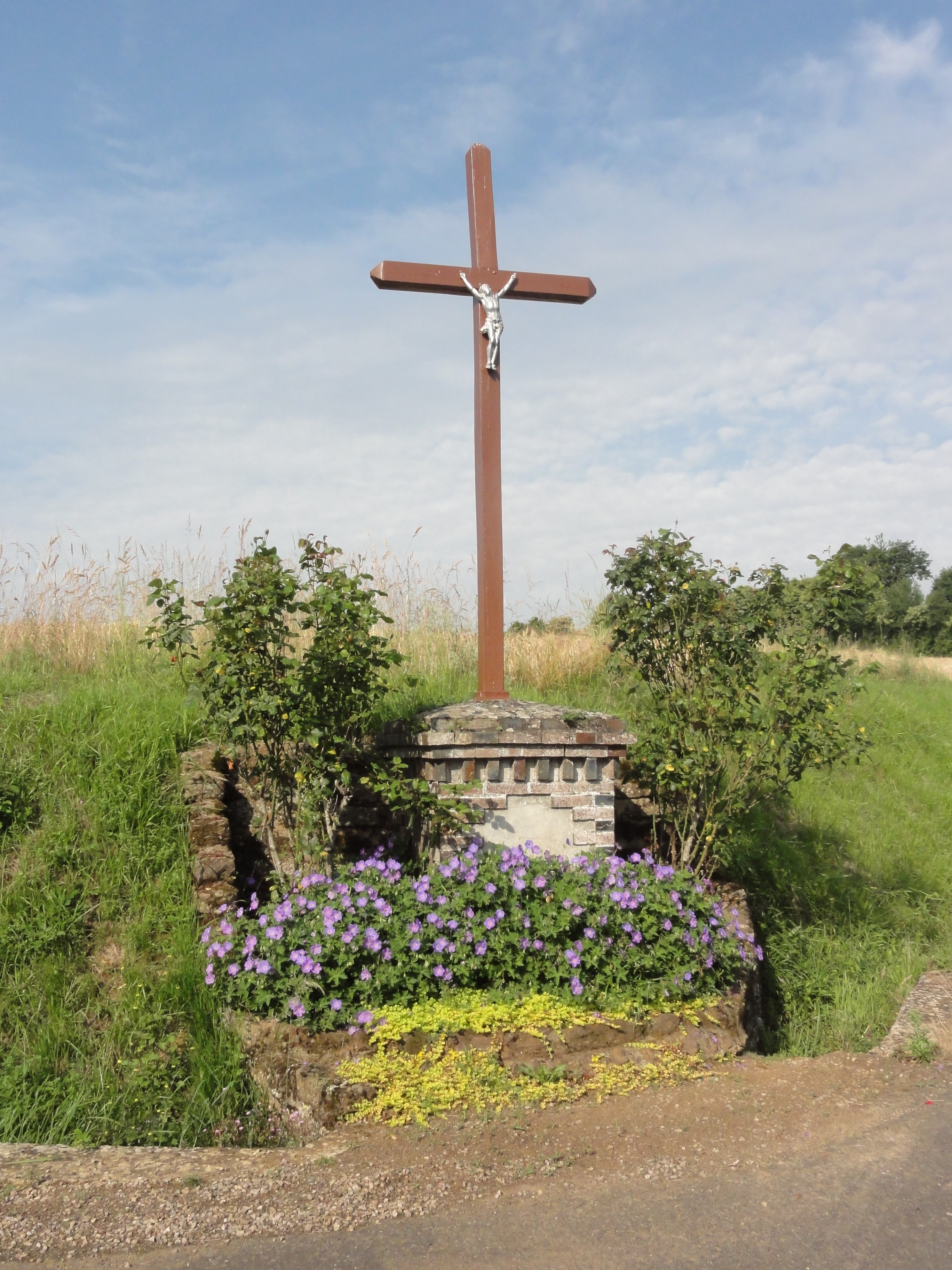
Calvaire.